# Michel Champagne (peintre)
Pour les articles homonymes, voir Michel Champagne (homonymie) et Champagne.
 (juillet 2024).
Si vous disposez d'ouvrages ou d'articles de référence ou si vous connaissez des sites web de qualité traitant du thème abordé ici, merci de compléter l'article en donnant les références utiles à sa vérifiabilité et en les liant à la section « Notes et références ».
Michel Champagne est un artiste peintre, graveur, écrivain et conservateur de musée québécois, né le 5 août 1940 à Montréal, décédé le 12 décembre 2011 à La Pocatière. 

## Biographie

### Famille, jeunesse et formation
Né dans une famille bourgeoise, ainé d’une fratrie composée de son frère Pierre et de sa sœur Ghislaine (son père est un agronome formé à l'institut agricole d'Oka ; sa mère est la fille d'un bijoutier-horloger), Michel Champagne est soutenu dès son enfance dans le goût du dessin et de la peinture par sa mère, puis par son premier professeur de peinture, le frère Paul Beaupré, un ancien élève d'Alfred Pellan. Sa mère, lectrice de Simone de Beauvoir et féministe, l'encourage à mener une vie libre. Persévérant contre l'avis initial de son père, qui le dissuade d'entrer d'abord aux Beaux-Arts de Montréal, puis à l'Institut des Arts appliqués car il craint pour ses chances de trouver un travail, il parvient néanmoins à s'inscrire à l'École du Meuble, puis, enfin à l'École des beaux-arts de Québec à la suite d'un déménagement à Québec de sa famille.
De 1960 à 1965, Michel Champagne passe aux Beaux-Arts de Québec cinq années fondamentales auprès de professeurs importants : René Thibault, Benoit East, Raoul Hunter, Jean Soucy, Marius Plamondon et Jean-Paul Lemieux dont il devint l'un des élèves les plus appréciés. Parallèlement à ses études, il peint et commence à exposer.
En 1965, il commence à travailler comme documentaliste au Ministère des Affaires Culturelles (ministre Pierre Laporte), puis lors du mandat de Jean Soucy, comme directeur du Musée de Québec (aujourd'hui le Musée national des beaux-arts du Québec), Michel Champagne y est nommé conservateur en 1968. De cette date à 1991, il organise expositions et conférences, et rédige des catalogues.

### Carrière

#### 1957-1969: art figuratif
Les débuts de Michel Champagne se font sous le signe de la figuration : son apprentissage de la technique de la peinture s'élabore sur des natures mortes et des paysages. C'est après avoir pris conscience de la trop forte influence de son maître Jean-Paul Lemieux qu'il recherche sa propre voix : transmettre des émotions intimes, fortes, à travers une construction formelle très élaborés qui s'appuie d'abord sur une structure donnée par les lignes, puis par l'imposition d'une harmonie des couleurs : la palette, basée sur une symbolique personnelle, doit d'abord rechercher une harmonie spécifique au tableau.[réf. nécessaire]

#### 1969-1980: art abstrait
Michel Champagne connaît alors une longue période abstraite (de la fin des années 1960 au début des années 1980) puisque son travail formel est toujours soumis à l'émotion : les pulsions affectives doivent d'abord trouver leur traduction dans des lignes et des couleurs qui leur soient propres. Il ne doit pas y avoir, et il n'y a pas, de référent concret aux formes qui naissent sous son pinceau ou sous sa spatule, même quand la pulsion créatrice est née dans l'explosion d'une émotion face à un paysage, un objet, une figure. À sa façon, cet art est « impressionniste ».[réf. nécessaire]

### Depuis 1980: figuration et abstraction
Un certain « retour à la figuration » est provoqué par des méditations devant les paysages de Charlevoix, l'effet des grands sujets étant toujours pondérés par l'amour des petites formes (natures mortes intimes).[réf. nécessaire]
Alors des aller-retours entre la figuration et l'abstraction vont de pair avec un élargissement des techniques pratiquées, la céramique (depuis le début des années 1990) et le pastel (début des années 2000).
Pendant toutes ces périodes, Michel Champagne ne cesse d'exposer : 200 expositions de groupe, 80 expositions personnelles.[réf. souhaitée]

## Accueil critique
« 50 années déjà ! Michel Champagne a les doigts en feu, les mains virevoltantes, les bras à tout venant, les yeux inquisiteurs, les oreilles aux aguets, les idées foisonnantes. 50 années d'ébullition créatrice. »

— Daniel Morency-Dutil, Michel Champagne, 50 années de passion, Bibliothèque de Charlesbourg, Québec (Québec).

## Publications
- Suite martiniquaise, 1975. Livre d'artiste incluant douze estampes de Michel Champagne et un texte de Jean Tourangeau[3]
- Le Silenciaire, Jean Paul Lemieux chez lui, éditions Élysées, 1980.

## Divers
- Responsabilités : 
  - Michel Champagne a été président (pendant 10 ans) et président général (pendant 4 ans) de la Société des Écrivains canadiens,
  - vice-président (pendant 5 ans) du Salon International du Livre du Québec.
  - et membre de jurys littéraires :
    - Québec 1984
    - Prix Adrienne-Choquette (nouvelles)
    - Prix Robert-Cliche (romans)
- Organisation d'expositions au Musée du Québec, dont :
  - 1973 : rétrospective Marcelle Ferron,
  - 1973 : rétrospective Antoine Dumas,
  - 1975 : exposition Georges St-Pierre
  - 1978 : rétrospective Alfred Laliberté (avec catalogue)
  - 1978 : rétrospective René Richard, peintre (avec catalogue)
  - 1979 : rétrospective Rodolphe Duguay, peintre (avec catalogue)
- Organisation d'expositions, lieux divers :
  - 2008 : Le Dîner des Dames, avec 50 femmes artistes, Bibliothèque de Charlesbourg
  - 2010 : Tables en fête (en collaboration), Musée François-Pilote de La Pocatière